# Ahmed Mohamed Dheeb
Ahmed Mohamed Dheeb (* 29. September 1985) ist ein ehemaliger katarischer Leichtathlet, der sich auf den Diskuswurf spezialisiert hat.

## Sportliche Laufbahn
Erste internationale Erfahrungen sammelte Ahmed Mohammed Dheeb im Jahr 2005, als er bei den Asienmeisterschaften in Incheon mit einer Weite von 51,18 m den elften Platz belegte. Anschließend gelangte er bei den Arabischen Meisterschaften in Radès mit 54,40 m auf Rang vier und wurde bei den Westasienspielen in Doha mit 54,53 m Sechster. Im Jahr darauf nahm er dann erstmals an den Asienspielen ebendort teil und klassierte sich dort mit 55,17 m auf dem siebten Platz. 2007 erreichte er bei den Asienmeisterschaften in Amman mit 56,53 m Rang fünf und anschließend wurde er bei den Militärweltspielen in Hyderabad mit 52,95 m Zehnter. 2009 belegte er bei den Militär-Weltmeisterschaften in Sofia mit 60,65 m den fünften Platz und schied dann bei den Weltmeisterschaften in Berlin mit 59,16 m in der Qualifikationsrunde aus. Daraufhin gelangte er bei den Arabischen Meisterschaften in Damaskus mit 55,68 m auf Rang vier und wurde anschließend bei den Asienmeisterschaften in Guangzhou mit einem Wurf auf 55,74 m Fünfter. Im Jahr darauf startete er erneut bei den Asienspielen ebendort und gewann dort ursprünglich die Silbermedaille, die ihm jedoch kurz darauf wegen eines positiven Dopingtests wieder aberkannt wurde. Zudem wurde er dafür für zwei Jahre gesperrt. 
2013 gewann er bei den Arabischen Meisterschaften in Doha mit 60,46 m die Silbermedaille hinter seinem Landsmann Rashid Shafi al-Dosari und belegte zudem im Kugelstoßen mit 15,97 m den siebten Platz. Anschließend sicherte er sich bei den Asienmeisterschaften in Pune mit 60,82 m die Bronzemedaille hinter dem Inder Vikas Gowda und Mohammad Samimi aus Iran und auch bei den Spielen der Frankophonie in Nizza gewann er mit 57,96 m hinter dem Rumänen Sergiu Ursu und Landsmann al-Dosari die Bronzemedaille. Im Jahr darauf gewann er bei den Asienspielen in Incheon mit einer Weite von 61,25 m die Bronzemedaille hinter dem Iraner Ehsan Hadadi und Vikas Gowda aus Indien. 2015 gewann er bei den Arabischen Meisterschaften in Manama mit 63,01 m die Silbermedaille hinter dem Kuwaiter Essa Mohamed al-Zenkawi und anschließend belegte er bei den Asienmeisterschaften in Wuhan mit 58,84 m den vierten Platz. 2017 wurde er bei den Islamic Solidarity Games in Baku mit 58,24 m Vierter und beendete daraufhin seine aktive sportliche Karriere im Alter von 31 Jahren.

## Persönliche Bestleistungen
- Kugelstoßen: 17,02 m, 28. April 2010 in Doha
  - Kugelstoßen (Halle): 15,38 m, 18. Januar 2010 in Doha
- Diskuswurf: 63,70 m, 19. Juni 2010 in Bilbao